# John M. Najemy
John M. Najemy, né en 1943, est un spécialiste de la Florence de la Renaissance et de Machiavel. Il soutient sa thèse à Harvard en 1972 et est professeur d'histoire à l'université Cornell.

## Publications

### Ouvrages
- (it) Storia di Firenze, Turin, Einaudi, 2014
- (en) The Cambridge Companion to Machiavelli, Cambridge, Cambridge University Press, 2010
- (en) A History of Florence, 1200-1575, Oxford, Blackwell, 2006
- (en) Italy in the Age of the Renaissance, 1300-1550, Oxford, Oxford University Press, 2004
- (en) Between Friends: Discourses of Power and Desire in the Machiavelli-Vettori Letters of 1513-1515, Princeton, Princeton University Press, 1993
- (en) Corporatism and Consensus in Florentine Electoral Politics, 1280-1400, Chapel Hill, University of North Carolina Press, 1982

### Articles
- (en) « Fabrizio Colonna and Machiavelli’s Art of War », dans H. C. Butters et G. Neher, Government and Warfare in Renaissance Tuscany and Venice: Civic identities and Urban Transformations, Amsterdam University Press
- (it) « L’idea di Italia in Machiavelli », dans Enciclopedia machiavelliana, Istituto dell'Enciclopedia Italiana
- (en) « Cosimo de’ Medici and Francesco Sforza in Machiavelli’s Florentine Histories », dans Robert Black et John E. Law, Princely Ambition and Republican Heritage under the Early Medici, Villa I Tatti et Harvard University Press
- (en) « Machiavelli and History », Renaissance Quarterly,‎ 2014
- (en) « Machiavelli and Cesare Borgia: A Reconsideration of Chapter 7 of The Prince », dans The Review of Politics 75, 2013, p. 539-556
- (it) P. Guglielmotti, I. Lazzarini et G. M. Varanini, « The Medieval Italian City and the Civilizing Process », dans Europa e Italia/Europe and Italy: studi in onore di Giorgio Chittolini/Studies in Honour of Giorgio Chittolini, Florence, Firenze University Press, 2011, p. 355-369
- (en) Clifford Shaw, « Arms and Letters: The Crisis of Courtly Culture in the Wars of Italy », dans Italy and the European Powers: The Impact of War, 1500-1530, Leyde et Boston, Éditions Brill, 2006, p. 207-238
- (en) J. Woolfson, « Political History and Political Thought », dans Palgrave Advances in Renaissance Historiography, New York, Palgrave MacMillan, 2004, 270-297 p.
- (en) G. Ruggiero, « [Renaissance] Political Ideas », dans A Companion to the Worlds of the Renaissance, Oxford, Blackwell, 2002, 384-402 p.
- (en) A. Grieco, M. Rocke et F. Gioffredi Superbi, « Politics: Class and Patronage in Twentieth-Century Italian Renaissance Historiography », dans The Italian Renaissance in the Twentieth Century, Florence, Leo S. Olschki et Villa I Tatti, 2002, p. 119-36
- (en) P. F. Grendler, « Republicanism », dans Encyclopedia of the Renaissance, vol. 5, New York, Charles Scribner’s Sons, 1999, p. 313-322